# Jaromír Kohlíček
Jaromír Kohlíček (23. února 1953 Teplice – 6. prosince 2020) byl český politik, člen Komunistické strany Čech a Moravy, v letech 1998 až 2004 poslanec Poslanecké sněmovny PČR, v letech 2004 až 2014 a opět v letech 2016 až 2019 poslanec Evropského parlamentu. V roce 2018 se stal signatářem levicové platformy Restart, v roce 2020 byl krátce zastupitelem Ústeckého kraje.

## Studium a profesní kariéra
Vystudoval obor sklo na Vysoké škole chemicko-technologické v Praze (promoce roku 1976, titul kandidát věd roku 1989). V letech 1976–1995 pracoval v řadě funkcí v podniku Sklo Union Teplice, kde zastával pozice sklář-technik, ředitel závodu, technický ředitel podniku a vedoucí obchodně-technických služeb. V letech 1995–1998 byl ředitelem sklárny Rudolfova huť.

## Osobní život
Jaromír Kohlíček byl ženatý a měl čtyři děti. Zemřel po dlouhé těžké nemoci 6. prosince 2020 ve věku 67 let.

## Politická kariéra
V senátních volbách roku 1996 neúspěšně kandidoval do horní komory parlamentu za senátní obvod č. 32 – Teplice. Získal 18 % hlasů a nepostoupil do 2. kola. Ve volbách v roce 1998 byl zvolen do poslanecké sněmovny za KSČM (volební obvod Severočeský kraj). V letech 1998–2004 byl členem sněmovního zahraničního výboru pro evropskou integraci, kromě toho v letech 2002–2004 i členem výboru pro evropskou integraci jako jeho místopředseda. Mandát poslance obhájil ve volbách v roce 2002. Na mandát rezignoval v červenci 2004.
V komunálních volbách roku 1998, komunálních volbách roku 2002, komunálních volbách roku 2006, komunálních volbách roku 2010, komunálních volbách roku 2014 a komunálních volbách roku 2018 byl za KSČM zvolen do zastupitelstva města Teplice.

### Kandidatury do Evropského parlamentu (2004, 2009 a 2014)
Ve volbách roku 2004 byl pak zvolen za Českou republiku do Evropského parlamentu, kde působil ve výboru pro dopravu a turistiku a náhradníkem byl ve výboru pro zahraniční věci. Svůj mandát obhájil ve volbách roku 2009 a byl zařazen do Výbor pro dopravu a cestovní ruch. Byl členem frakce Evropská sjednocená levice a Severská zelená levice. Ve volbách do Evropského parlamentu v roce 2014 opět kandidoval, a to na 3. místě kandidátky KSČM. Získal však pouze 7 051 preferenčních hlasů, skončil na čtvrtém místě v rámci kandidátky (přeskočil ho Miloslav Ransdorf) a vzhledem k zisku tří mandátů pro KSČM se do Evropského parlamentu nedostal. Zasedl v něm až 4. února 2016 jako náhradník po úmrtí Miloslava Ransdorfa.

### Hodnocení europoslance J. Kohlíčka (dle think-tanku Evropské hodnoty)
Dle vydané zprávy výše uvedeného think-tanku, která se vztahuje na období před následujícími volbami do Evropského parlamentu (2014) vyplývá následující:
1. Docházka – obsadil 15. místo z celkových 22 českých europoslanců,
2. Účast na jmenovitých hlasování českých europoslanců – obsadil 16. místo z celkových 22 českých europoslanců,
3. Zprávy předložené zpravodajem českými europoslanci – obsadil 10.–15. místo z celkových 22 českých europoslanců,
4. Stanoviska předložená českými europoslanci – obsadil 3.–5. místo z celkových 22 českých europoslanců,
5. Pozměňovací návrhy českých europoslanců – obsadil 18.–19. místo z celkových 22 českých europoslanců,
6. Parlamentní otázky českých europoslanců – obsadil 16.–17. místo z celkových 22 českých europoslanců,
7. Písemná prohlášení českých europoslanců – obsadil 6.–22. místo z celkových 22 českých europoslanců,
8. Návrhy usnesení českých europoslanců – obsadil 7. místo z celkových 22 českých europoslanců,
9. Vystoupení na plenárním zasedání českých europoslanců – obsadil 10. místo z celkových 22 českých europoslanců.

### Kandidatura do Evropského parlamentu v roce 2019
Ve volbách do Evropského parlamentu v květnu 2019 mandát europoslance obhajoval a kandidoval na 17. místě kandidátky KSČM. Získal sice 5 778 preferenčních hlasů, ale mandát europoslance se mu nepodařilo obhájit.

### Krajský zastupitel
V krajských volbách v roce 2020, tedy krátce před svou smrtí, byl za KSČM zvolen zastupitelem Ústeckého kraje. Na kandidátce původně figuroval na 8. místě, ale vlivem preferenčních hlasů skončil nakonec třetí. Ze zdravotních důvodů se nezúčastnil ustavujícího zasedání zastupitelstva, nesložil tedy ani zastupitelský slib. Po smrti ho v zastupitelstvu nahradil Tomáš Zíka.